# Pentagramma vittatifrons
Pentagramma vittatifrons är en insektsart som först beskrevs av Philip Reese Uhler 1876.  Pentagramma vittatifrons ingår i släktet Pentagramma och familjen sporrstritar. Inga underarter finns listade i Catalogue of Life.